# Leopold Jansa
Leopold Jansa (né le 23 mars 1795 à Ústí nad Orlicí et mort le 24 ou le 25 janvier 1875 à Vienne) est un violoniste, compositeur et professeur bohémo-autrichien. Il est particulièrement connu pour ses compositions de musique de chambre et pour violons.

## Biographie
Né à Ústí nad Orlicí, en royaume de Bohême, il suit des cours de violon lors de son enfance dans sa ville natale. Par la suite, il complète sa formation à Brünn. En 1817, il déménage à Vienne pour y étudier le droit. Cependant, il prend des leçons de composition avec Jan Václav Voříšek et Emanuel Förster. En 1823, il devient membre du Staatsorchester Braunschweig (en), puis rejoint l'opéra d'État de Vienne l'année suivante.
En 1834, il devient directeur musical et professeur à l'université de Vienne. De 1834 à 1850, il participe à plusieurs quatuors à cordes. Il remplace ainsi Ignaz Schuppanzigh au Quatuor Schuppanzigh, avec Karl Holz (en) (second violon), Joseph Linke (violoncelle) et Karl Traugott Queisser (en) (viole). De 1845 à 1848, il dirige des soirées de quatuors dans le hall de la Société philharmonique de Vienne. En 1847-1848, il enseigne le violon à l'académie de musique et des arts du spectacle de Vienne.
Il perd son emploi à Vienne après avoir participé à un concert à Londres soulignant la révolution hongroise de 1848. Il demeure à Londres comme professeur de musique jusqu'en 1868, où il retourne à Vienne après avoir été amnistié. Il reprend ses fonctions en 1871.
On compte Wilma Neruda, Eduard Rappoldi et Karl Goldmark parmi ses étudiants.